# ワシノオ
ワシノオ(鷲の尾、Cerasus serrulata ‘Wasinowo’)はバラ科サクラ属の園芸品種。江戸時代初期頃から名前が知られている。

## 特徴
樹高は10m以上の高さに伸びる。樹形は傘状になる。
花は大輪であり、花弁は5枚から10枚。花弁には若干皺が存在する。蕾は薄く紅色になっている。ソメイヨシノと同時期に咲き始め、花の時期に緑褐色の葉が出始める。花柄が短いために、幾つかの花が小さな房のようになる。
東京の荒川堤から広まったとされている。大明という品種とワシノオは非常に良く似ており、同種という説がある。